# Ingvar Bengtsson
Jan Ingvar Harald Bengtsson (Gotemburgo, 2 de enero de 1955) es un deportista sueco que compitió en vela en la clase Finn. Ganó una medalla de bronce en el Campeonato Mundial de Finn de 1985.

## Palmarés internacional
| Campeonato Mundial | Campeonato Mundial | Campeonato Mundial | Campeonato Mundial |
| Año                | Lugar              | Medalla            | Clase              |
| ------------------ | ------------------ | ------------------ | ------------------ |
| 1985               | Marstrand (Suecia) | Medalla de bronce  | Finn               |